# Grimmia elatior
Grimmia elatior là một loài Rêu trong họ Grimmiaceae. Loài này được Bruch ex Bals.-Criv. & De Not. mô tả khoa học đầu tiên năm 1838.